# General Manuel Campos
General Manuel Jorge Campos es una localidad del Departamento Guatraché, en la provincia de La Pampa, Argentina.

## Población
Cuenta con 935 habitantes (Indec, 2010), lo que representa un incremento del 20,3% frente a los 777 habitantes (Indec, 2001) del censo anterior.
El censo nacional 2022 arrojó 1262 habitantes y 637 viviendas.
| Gráfica de evolución demográfica de General Manuel Campos entre 1991 y 2022 |
|                                                                             |
| Fuente: Censos nacionales del INDEC                                         |